# Buddha Loetla Nabhalai
Itsarasunthon, Buddha Loetla Nabhalai, Pra Buddha Lertla Napalai, Rama II (ur. 26 lutego 1768, zm. 21 lipca 1824) – król Syjamu w latach 1809–1824.
Syn i następca Ramy I. Od młodych lat przygotowywany do objęcia tronu. W młodości uczestniczył wraz z ojcem w wojnie syjamsko-birmańskiej. W 1806 roku został oficjalnie ogłoszony następcą tronu i mianowany koregentem.
W 1809 roku po śmierci ojca przejął władzę w kraju. Okres jego rządów charakteryzował się spokojem wewnętrznym i zewnętrznym, co umożliwiło mu przeprowadzenie licznych reform państwowych. Zreorganizował administrację państwową umacniając w prowincjach rolę przedstawicieli dynastii Chakri. Fundował liczne świątynie buddyjskie oraz zakazał organizowania walk zwierząt.
Był gorliwym buddystą. Poświęcał się też rozwijaniu swoich zdolności artystycznych. 
Fascynował się białymi słońmi, które uważał za znak pomyślności i szczęścia. W czasie jego panowania biały słoń stał się symbolem narodowym Syjamu.